# 勿来町窪田
勿来町窪田（なこそまち くぼた）は、福島県いわき市にある大字である。郵便番号は979-0141。

## 地理
いわき市南部の勿来地区に属する。北で錦町、勿来町大高、東で勿来町四沢、勿来町関田、南で茨城県北茨城市関本町、西で勿来町酒井、勿来町白米、三沢町とそれぞれ隣接する。概ね市町村制以前の菊多郡窪田村の流れを汲む地域である。主に二級水系蛭田川中流域を区域とする。左岸側に市街地が広がり更に北端部には日本製紙の工場が立地する。右岸側の平地には水田が広がる。南部の丘陵地には大規模なゴルフ場が造成されている。植田町内に所在するいわき南警察署及び錦町に所在する勿来消防署がそれぞれ管轄にあたる。

### 主な字
字
複数の字を持つが、地名の表記に「字」の文字は使用されない。
- 町通
- 白山
- 伊賀屋敷
- 西殿町
- 上り途
- 稲荷塚

- 御前崎
- 酒井原
- 万谷
- 内城
- 道山
- 道作

- 橋塚
- 郡
- 片岸
- 馬場
- 外城
- 小島

- 菅田
- 熊ノ道
- 中島
- 田中
- 大槻
- 石井作

- 小屋崎
- 町通一丁目
- 町通二丁目
- 町通三丁目
- 町通四丁目
- 十条

### 河川
- 蛭田川
  - 堰下川

## 歴史
- 1879年1月27日 - 棚倉藩領窪田村が福島県内における郡区町村制の施行により菊多郡の村となる[4]。
- 1889年4月1日 - 町村制の施行により窪田村が四沢村、白米村、九面村、酒井村、大高村、関田村と合併し、菊多郡窪田村が新たに発足する。[4]。
- 1896年4月1日 - 菊多郡と周辺郡との合併により石城郡が発足し、石城郡窪田村となり、旧窪田村域は窪田村の大字となる[4]。
- 1925年5月1日 - 窪田村が町制施行し、勿来町となる[4]。
- 1955年4月29日 - 勿来町が山田村、植田町、川部村、錦町と合併、勿来市が新たに発足し、勿来市の大字となる[4]。
- 1966年10月1日 - 勿来市が平市・常磐市・内郷市・磐城市、石城郡小川町・遠野町・四倉町・川前村・田人村・好間村・三和村、双葉郡久之浜町・大久村と合併しいわき市となり、いわき市勿来地区の大字となる[4]。

## 世帯数と人口
2023年10月31日現在の世帯数と人口は以下の通りである。
| 大字       | 世帯数   | 人口   |
| ---------- | -------- | ------ |
| 勿来町窪田 | 1605世帯 | 3738人 |

## 小・中学校の学区
市立小・中学校に通う場合、学区は以下の通りとなる。
| 番地 | 小学校                   | 中学校                   |
| ---- | ------------------------ | ------------------------ |
| 全域 | いわき市立勿来第一小学校 | いわき市立勿来第一中学校 |

## 交通

### 道路
- 国道289号
- 茨城県道・福島県道10号日立いわき線

## 施設
- 林野庁関東森林管理局勿来森林事務所
- 福島県立勿来高等学校
  - 福島県立いわき支援学校勿来高
- いわき市立勿来第一中学校
- いわき市立勿来第一小学校
- 勿来火葬場
- 勿来郵便局
- 日本製紙 勿来工場
- マルト スーパーセンター勿来十条
- 五浦庭園カントリークラブ
- 安養寺
- 國魂神社